# Gojirasaure
El gojirasaure (Gojirasaurus, "llangardaix Gojira") és un gènere de dinosaure teròpode celofisoïdeu que va viure en el Triàsic superior, al Norià, fa entre 220 i 209 milions d'anys. Les seves restes fòssils es van trobar a Revuelto Creek, Nou Mèxic. L'espècimen tipus és un esquelet parcial d'un subadult, d'uns 5,5 metres de longitud, un adult podria haver arribat als 6,5 metres de llarg.